# João Lourenço Ferreira Amado
João Lourenço Ferreira Amado (1395 -?) foi um nobre medieval do Reino de Portugal e o 1.º senhor de Povolide, freguesia portuguesa do concelho de Viseu, tendo sido igualmente senhor de Castro Verde actual vila portuguesa pertencente ao Distrito de Beja, região do Alentejo e sub-região do Baixo Alentejo.
Esteve ao serviço do rei D. Afonso V de Portugal e do rei D. João I de Portugal e tido como grande militar nas campanhas em que participou. Foi das mãos do rei D. João I que recebeu a localidade de Povolide, de que foi o 1.º senhor. Este mesmo rei, deu-lhe também a localidade de Castro Verde e fê-lo Alcaide-mor da Guarda.

## Relações familiares
Foi filho de Lourenço Anes Amado (1370 -?) e de Senhorinha Anes Ferreira (1375 -?) filha de João Ferreira (1350 -?), senhor da Casa de Cavaleiros. Casou com Margarida Anes de Passos (Pinhel, 1400 -?) filha de João António de Passos, de quem teve:
1. Gonçalo Anes Amado (1440 -?) casado com Brites de Sequeira;
2. Pedro Lourenço Ferreira (1420 -?), 2.º senhor de Povolide, casado com Antónia de Melo, filha de Martim Afonso de Melo (1360 - fevereiro de 1432)
3. Senhorinha Amado casada com Álvaro Afonso Cardoso;[1]

Além destes filho teve outro que foi padre embora a história não mencione o nome do mesmo.